# Transports dans la Haute-Garonne

Les transports dans le département français de la Haute-Garonne sont marqués par la prééminence de la métropole toulousaine, agglomération la plus peuplée et principal nœud de transport de la région Occitanie. La Ville Rose occupe en effet le site d'un carrefour naturel, situé dans un coude de la vallée de la Garonne et à proximité du seuil de Naurouze, sur l'axe de communication reliant l'Atlantique à la Méditerranée depuis l'Antiquité. De nombreuses autoroutes et voies ferrées rayonnent ainsi autour de Toulouse. Mais l'importance des infrastructures de transport est également due au poids démographique et économique de la métropole toulousaine : celle-ci est dotée d'un dense réseau de transports en commun (métro, tramway, téléphérique, BHNS...), d'un périphérique à 2x3 voies et du sixième aéroport français.
Le sud du département est principalement desservi par les axes reliant Toulouse à la Bigorre, au Béarn et au Pays basque (l'autoroute A64 et la ligne de Toulouse à Bayonne). Au sud de ces axes, les hautes vallées pyrénéennes apparaissent assez isolées.

## Transport routier

Plan du système autoroutier de l'agglomération toulousaine.

### Infrastructures routières
Toulouse est un nœud autoroutier autour duquel rayonnent, selon la manière de compter, entre 5 et 8 autoroutes interurbaines :
- L'autoroute A62 relie Toulouse à Agen et Bordeaux : il s'agit de la partie nord-ouest de l'autoroute des Deux Mers. Elle supporte un lourd trafic interurbain de 53 000 véhicules/jour à la limite du département en 2019[2].
  - Elle forme dans la Haute-Garonne un tronc commun avec l'autoroute A20, qui mène à Montauban, Limoges et Paris.
- L'autoroute A68 relie la Ville Rose à Albi et Rodez.
  - La courte autoroute A680 s'en détache à une dizaine de kilomètres du périphérique toulousain ; elle doit être transformée et prolongée en 2025 sous le nom d'autoroute A69, qui mènera à Castres.
- L'autoroute A61, partie sud-est de l'autoroute des Deux Mers, conduit à Carcassonne et à la côté méditerranéenne (Barcelone, Montpellier, Marseille). Elle supporte un trafic interurbain de 40 000 véhicules/jour à la limite du département en 2019[2].
  - L'autoroute A66 s'en détache à une vingtaine de kilomètres de Toulouse : elle donne accès à Foix et à l'Andorre. Elle supporte un trafic beaucoup plus faible, de seulement 11 000 véhicules/jour à la limite du département en 2019[2].
- L'autoroute A64 est celle qui a le parcours le plus important dans le département, traversant le département dans le sens de sa longueur. Elle conduit aux deux sous-préfectures du département (Muret et Saint-Gaudens), et, au-delà, à Tarbes, Pau et la côte basque. Elle supporte un trafic interurbain de 20 000 véhicules/jour à la limite du département en 2019[2].
- L'autoroute A624 est très courte mais est prolongée par la route nationale 124, entièrement aménagée en voie rapide à 2x2 voies dans le département, qui conduit à Auch.

Ces autoroutes sont beaucoup plus fréquentées dans et à proximité de l'agglomération toulousaine, où les trafics dépassent 100 000 véhicules/jour sur de nombreux tronçons et même 130 000 véhicules/jour sur deux tronçons. Les sections urbaines des autoroutes A61 et 62 forment, avec l'autoroute A620, le périphérique de Toulouse (localement plutôt appelé « rocade »), autoroute urbaine à 2x3 voies fréquemment embouteillée. Plusieurs courtes autoroutes et voies rapides complètent la desserte interne de la métropole toulousaine : l'autoroute A621 vers l'aéroport de Toulouse-Blagnac, l'autoroute A623 vers Ramonville-Saint-Agne, la route métropolitaine 901 (Fil d'Ariane), la route métropolitaine 902 vers Beauzelle, ou encore la route métropolitaine 980 vers Basso Cambo.

### Transport collectif de voyageurs
La Haute-Garonne est desservie par le réseau régional de transport routier liO, qui exploite 55 lignes régulières dans le département. Une grande partie de ces lignes ont pour origine ou destination la gare routière de Toulouse.

### Covoiturage et autopartage
Le réseau d'autopartage Citiz est présent à Toulouse et Ramonville-Saint-Agne.

## Transport ferroviaire

### Historique

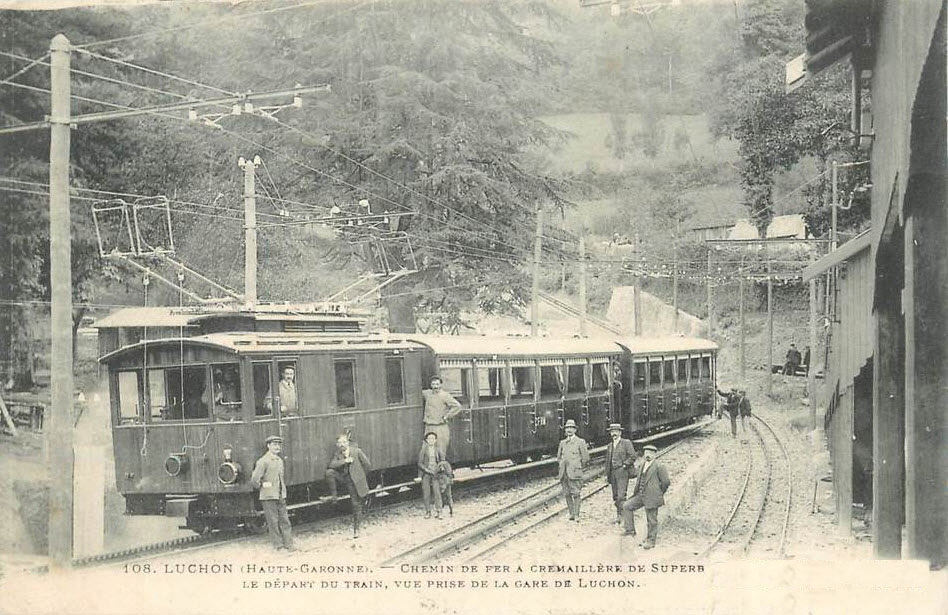
Le chemin de fer à crémaillère de Luchon à Superbagnères vers 1914.

La première ligne de chemin de fer du département, et qui restera jusqu'à nos jours son principal axe ferroviaire, est la ligne de Bordeaux-Saint-Jean à Sète-Ville, ouverte en 1856-1857. Sur cet axe, Toulouse s'impose comme un nœud ferroviaire d'importance, avec un important triage. Le réseau d’intérêt général a principalement été développé dans le département par la Compagnie des chemins de fer du Midi et du Canal latéral à la Garonne (Midi). À la fin du XIXe siècle, le chemin de fer d’intérêt général, organisé en étoile autour de la gare de Toulouse-Matabiau, permettait notamment d'atteindre Auterive, Baziège, Bessières, Carbonne, Castelnau-d'Estrétefonds, Cazères, Colomiers, Luchon, Martres-Tolosane, Montastruc-la-Conseillère, Montréjeau, Muret, Saint-Gaudens, Salies-du-Salat, Venerque, Villefranche-de-Lauragais et Villemur.
La Haute-Garonne a également été desservie entre 1900 et 1949 par le réseau de chemins de fer d’intérêt local de la Compagnie des chemins de fer du Sud-Ouest, qui reliait notamment Toulouse à Boulogne-sur-Gesse, Cadours, Lévignac, Le Mas-d'Azil, Maurens-Scopont, Revel, Sainte-Foy-de-Peyrolières et Villemur-sur-Tarn, ainsi que Carbonne au Mas-d'Azil et Saint-Gaudens à Aspet. Les Voies ferrées départementales du Midi relièrent brièvement (1930-1939) Castres à Toulouse et Revel. Dans les Pyrénées, deux courtes lignes relièrent jusqu'aux années 1950 Marignac au Pont-du-Roy et jusqu'aux années 1960 Luchon à Superbagnères.
Dès les années 1910 apparaît sur les lignes pyrénéennes la traction électrique sur le réseau d'intérêt général, dont le Midi est un précurseur. Mais c'est surtout dans les années 1930 que la caténaire va se déployer. En 1943, la ligne Paris-Toulouse devient la seconde grande radiale entièrement électrifiée en France, après Paris-Bordeaux cinq ans plus tôt, et en 1967, le Capitole est le premier train à circuler à la vitesse commerciale de 200 km/h en France, reliant Paris à Toulouse en six heures. Toutefois, dans le même temps, des lignes secondaires ferment dans la Haute-Garonne comme ailleurs en France.
Depuis 1990, ce n'est plus par l'itinéraire historique via Limoges que se font les trajets les plus rapides de Paris à Toulouse, mais par la LGV Atlantique et Bordeaux. L'ouverture de la LGV Sud Europe Atlantique en 2017 permet à Toulouse de n'être plus qu'à un peu plus de quatre heures de la capitale en TGV inOui ou Ouigo.
|                                             |
| Le réseau ferroviaire à son apogée en 1930. |

|                                     |
| Le réseau ferroviaire de nos jours. |

|                                                    |
| Carte animée de l’évolution du réseau ferroviaire. |

### Situation actuelle

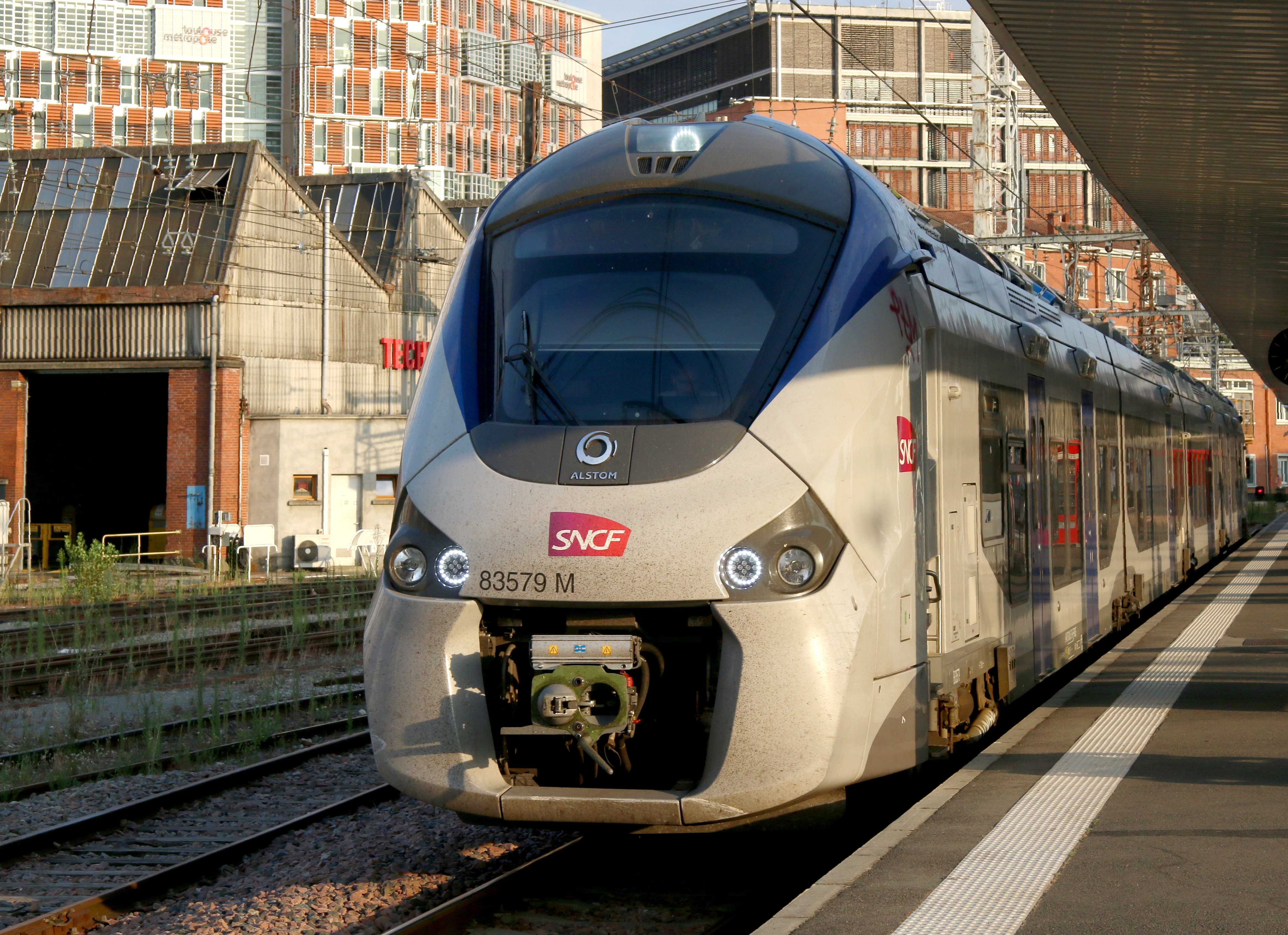
Une rame B 83500 du TER Occitanie en gare de Toulouse-Matabiau.

La principale gare de voyageurs est la gare de Toulouse-Matabiau, avec presque dix millions de voyageurs en 2019. Elle est desservie par des trains TER Occitanie (liO) la reliant à de nombreuses gares de la région, des trains Intercités reliant Bordeaux à Marseille ou Toulouse à la côte basque, des Intercités et Intercités de nuit vers Paris-Austerlitz, des TGV inOui et Ouigo vers Paris-Montparnasse, et des TGV inOui vers Lyon. Les autres gares possédant un trafic important, comme Saint-Agne et Muret, sont pour la plupart situées dans l'agglomération toulousaine et desservies principalement par des TER périurbains.
Le réseau ferroviaire de la Haute-Garonne est organisé en étoile autour de Toulouse. Le principal axe est la ligne de Bordeaux-Saint-Jean à Sète-Ville, à double voie électrifiée : c'est cette ligne qui accueille le trafic le plus varié, composé de trains de grandes lignes, de TER et de trains de fret. La ligne de Toulouse à Bayonne et la ligne de Portet-Saint-Simon à Puigcerda (frontière) sont également électrifiées, mais seule la première est à double voie. La ligne de Brive-la-Gaillarde à Toulouse-Matabiau via Capdenac (tronc commun des lignes vers le Tarn) et la ligne de Saint-Agne à Auch sont des voies uniques non-électrifiées, bien que certains tronçons de ces deux lignes aient été mis à double voie devant l'augmentation récente du trafic périurbain.

### Projets
Le Grand projet ferroviaire du Sud-Ouest (GPSO) prévoit d'accélérer les relations entre Occitanie et Nouvelle-Aquitaine, avec, notamment, la création d'une LGV Bordeaux-Toulouse et le désengorgement des voies au nord de Toulouse.
Plusieurs projets concernent le développement des services périurbains autour de Toulouse : le principal concerne la création d'un RER nord de Toulouse, de Toulouse-Matabiau à Castelnau-d'Estrétefonds, qui profiterait des aménagements réalisés dans le cadre du GPSO.
La Région Occitanie envisage la réouverture de la ligne de Montréjeau - Gourdan-Polignan à Luchon.

## Transport fluvial

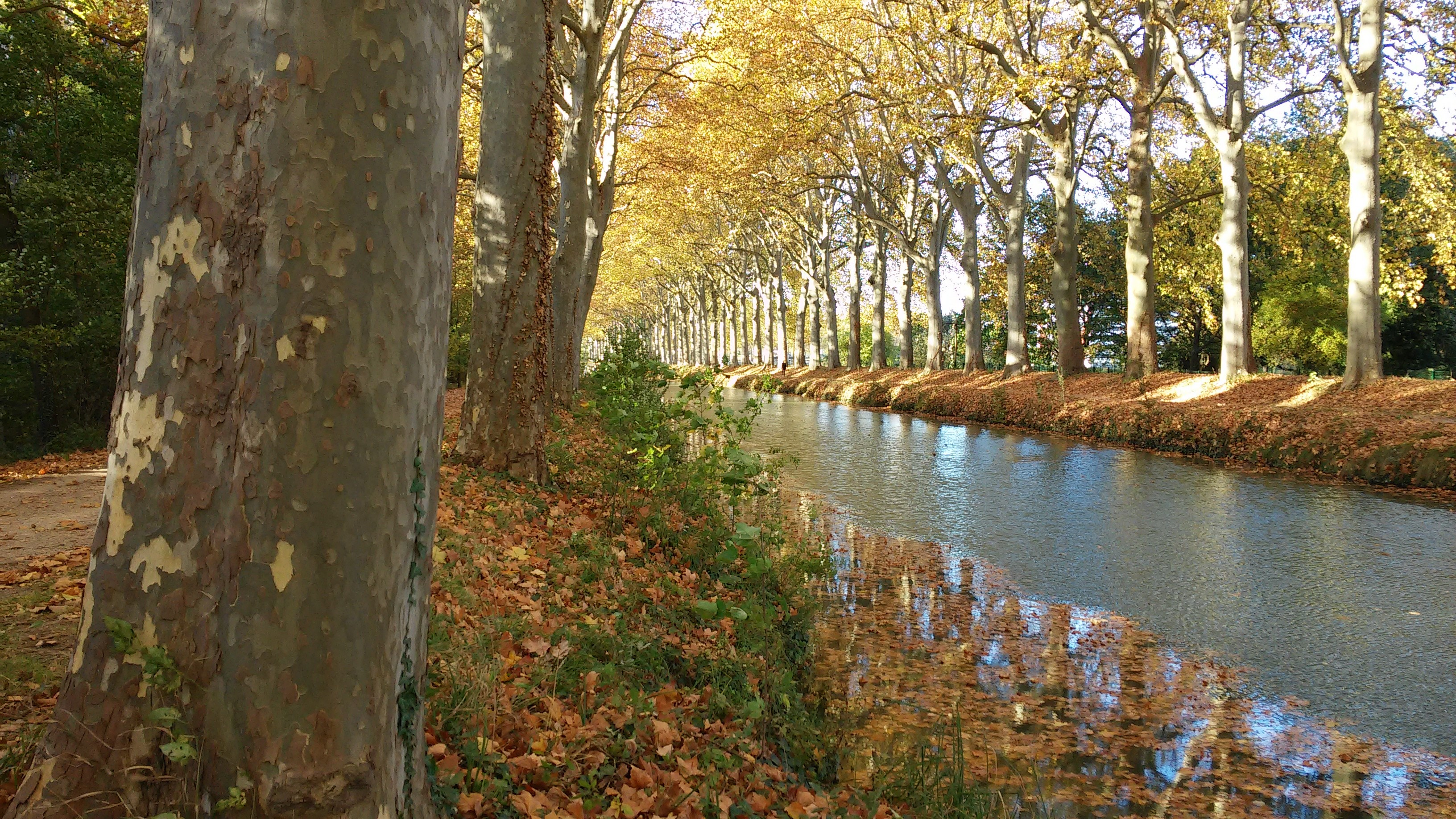
Le canal du Midi à Ramonville-Saint-Agne, dans la banlieue de Toulouse.

Le canal latéral à la Garonne (vers Bordeaux) et le canal du Midi (vers Sète) se rejoignent à Toulouse : ensemble, ils forment l'un des plus anciens axes navigables de France, reliant l'Atlantique à la Méditerranée depuis le XVIIe siècle. Toutefois, le canal latéral à la Garonne, au gabarit Freycinet (classe I CEMT), et surtout le canal du Midi (classe 0), possèdent un gabarit trop réduit pour la plupart des navires modernes et sont donc aujourd'hui presque exclusivement exploités pour le tourisme fluvial. Le canal du Midi, classé au Patrimoine mondial, constitue une attraction touristique de première importance, et ses berges, écluses, pont-canaux et ports font l'objet d'une valorisation croissante.
Toulouse possède plusieurs ports sur ces deux voies d'eau : le Port de l'Embouchure, le Port de la Daurade, le Port Saint-Sauveur et le Port Viguerie.

## Transport aérien

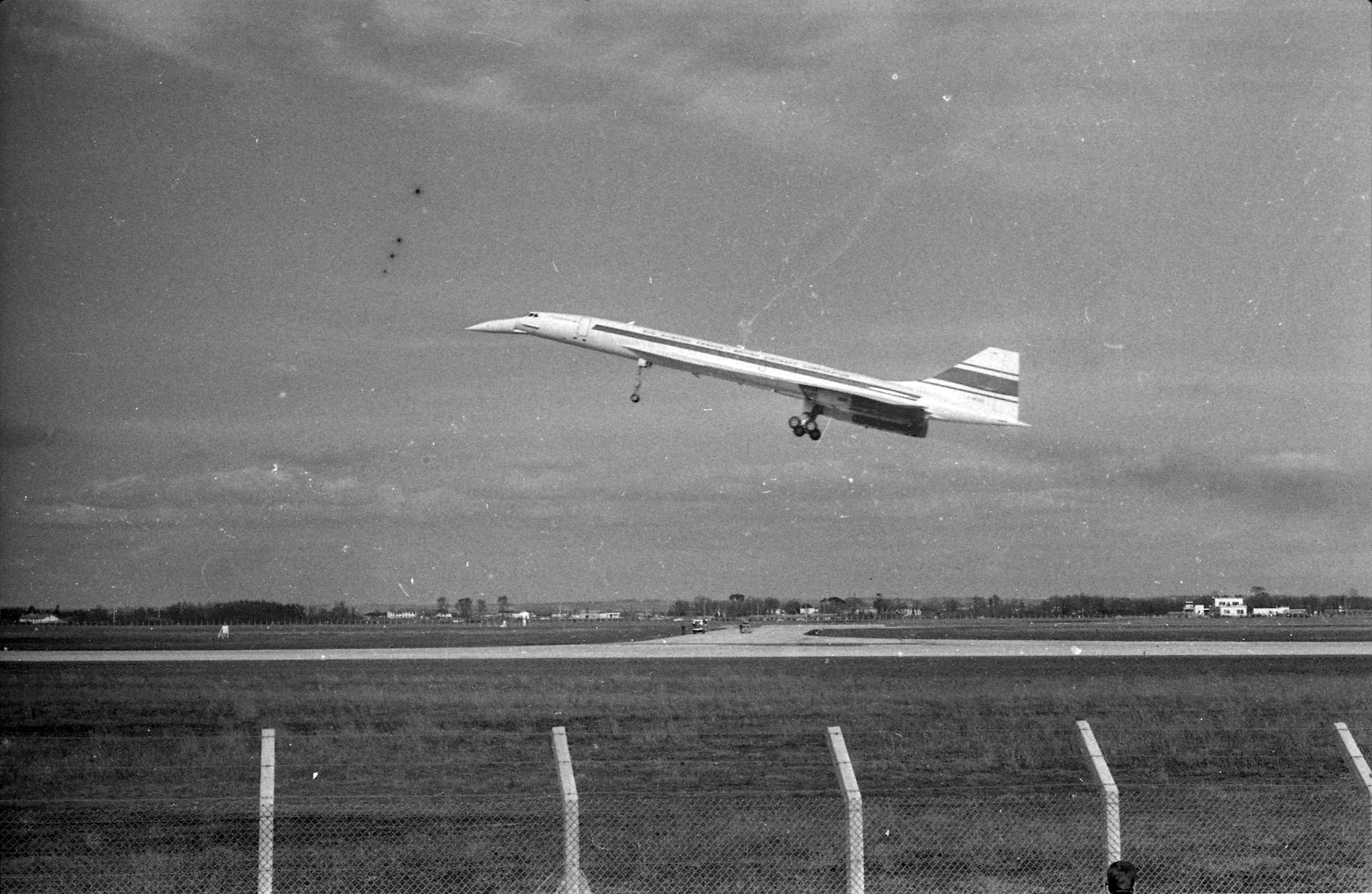
Décollage du Concorde lors de son premier vol d'essai, le 2 mars 1969 à l'aéroport de Toulouse-Blagnac.

Le transport aérien possède une grande importance dans l'histoire et l'économie de l'agglomération toulousaine. C'est dans la périphérie de Toulouse qu'est créée en 1927 l'Aéropostale, qu'est conçu dans les années 1960 le Concorde et que décolle en 2005 le premier Airbus A380. Le plus important constructeur d'avions de ligne au monde, Airbus, a son siège à Blagnac, et Airbus Toulouse est le premier site industriel de France.
L'aéroport de Toulouse-Blagnac est le sixième aéroport de France par la fréquentation, avec près de 10 millions de passagers en 2019. Il est relié à plus d'une centaine de destinations françaises, européennes, méditerranéennes et même long-courrier. Les principales compagnies qui y sont implantées sont Air France, easyJet, Ryanair et Volotea.
L'aéroport de Toulouse Francazal est essentiellement destiné à l'aviation d'affaires et militaire. Le département compte en outre plusieurs aérodromes destinés principalement à l'aviation légère de tourisme et de loisirs : Bagnères-de-Luchon, Cazères - Palaminy, Montagne Noire, Muret - Lherm, Revel - Montgey, Sabonnères, Saint-Gaudens - Montréjeau et Toulouse - Bourg-Saint-Bernard

## Transports en commun urbains et périurbains

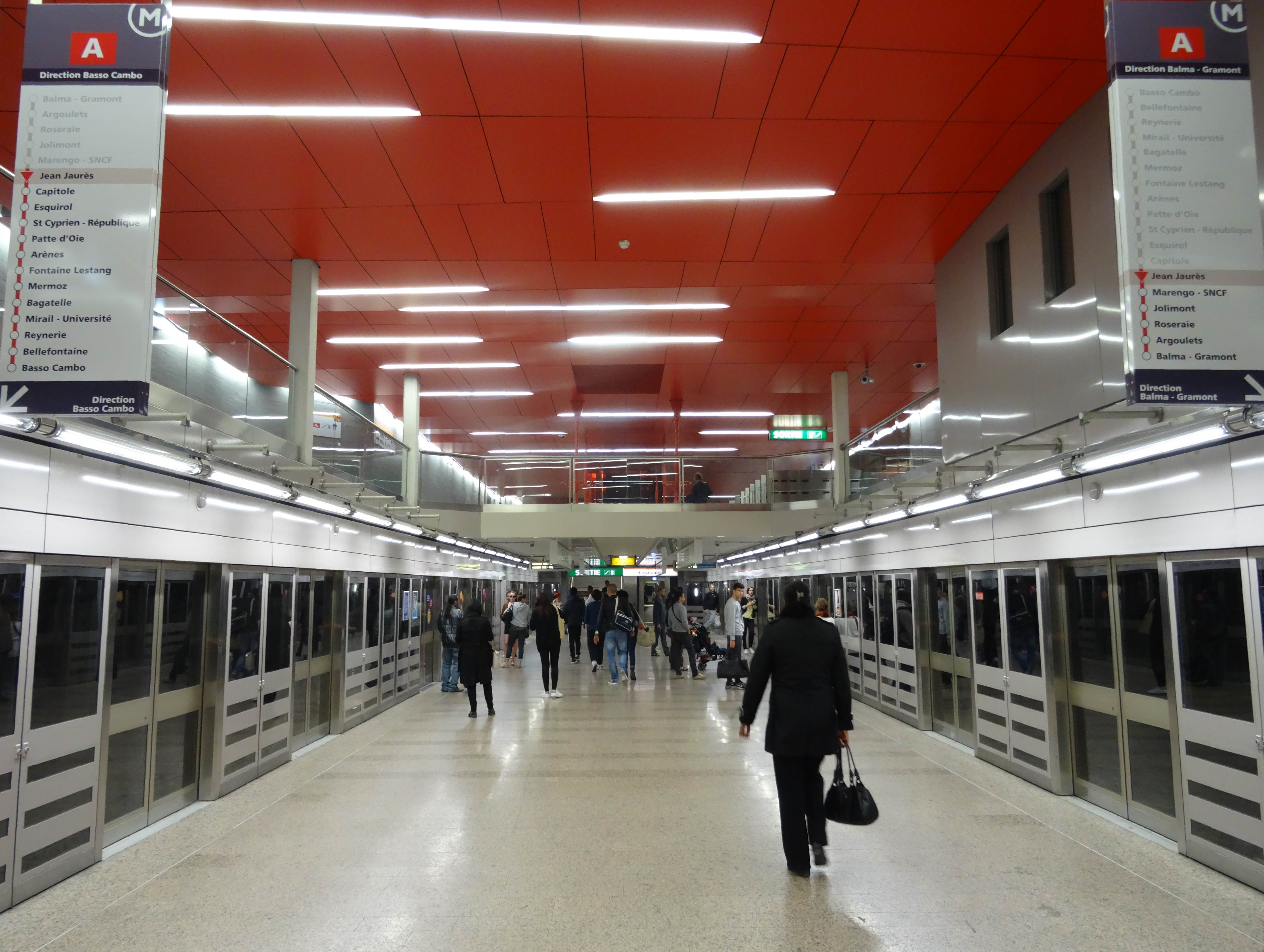
Quai de la station Jean Jaurès du métro de Toulouse.

Le Syndicat mixte des transports en commun de l'agglomération toulousaine, qui regroupe 108 communes dont la totalité de celles membres de Toulouse Métropole, est la seule autorité organisatrice de la mobilité du département. Elle organise des services de transport dans son vaste ressort territorial. Les transports en commun de Toulouse, qui sont principalement opérés par Tisséo, sont notamment composés :
- de deux lignes de métro, et une troisième en projet ;
- d'une ligne de train urbain coorganisée avec la région Occitanie ;
- de deux lignes de tramway ;
- d'une ligne de téléphérique urbain (Téléo) ;
- d'une dizaine de lignes de bus à haut niveau de service (Linéo)
- d'environ 150 lignes d'autobus classiques.

L'ancien tramway de Toulouse, à traction d'abord hippomobile puis électrique, a circulé de 1862 à 1957 dans la Ville Rose. Il a compté jusqu'à 25 lignes urbaines et périurbaines.

## Modes actifs
Le département est traversé par plusieurs voies vertes, véloroutes et sentiers de grande randonnée.
Le système de vélos en libre-service VélôToulouse dessert la commune de Toulouse avec 283 stations et 2600 vélos.